# الحجاب السابع (فلم)
الحجاب السابع (بالإنجليزية: The Seventh Veil) هو فيلم دراما تم إنتاجه في المملكة المتحدة وصدر في سنة 1945.

## ترشيحات وجوائز
| السنة | الحدث  | الفئة             | النتيجة  |
| ----- | ------ | ----------------- | -------- |
|       | أوسكار | أفضل سيناريو أصلي | فـــــوز |

## روابط خارجية
- مقالات تستعمل روابط فنية بلا صلة مع ويكي بيانات